# Jules Hoffmann
Jules Alphonse Hoffmann (Echternach, Luxemburgo, 2 de agosto de 1941) es un biólogo franco-luxemburgués y profesor de la Universidad de Estrasburgo. En 2011 se le concedió, junto a Bruce Beutler y Ralph M. Steinman el Premio Nobel de Fisiología o Medicina. Fue elegido miembro de la Academia Francesa en 2012 a la silla número 7 que dejó vacante Jacqueline de Romilly.

## Biografía
Hoffmann creció en Luxemburgo y estudio a partir de 1961 en la Universidad de Estrasburgo biología y química, culminando su doctorado en ciencias (docteur ès sciences) en 1969 de su tutor Pierre Joly. Desde 1964 Hoffmann también era asistente de investigación del Centre national de la recherche scientifique (CNRS) en Estrasburgo y desde 1974 director de investigación. Hoffmann estudió a los insectos y sus hormonas. Con el postdoctorado se fue a trabajar junto a Peter Karlson a la Universidad de Marburgo. En 1978 Hoffmann sucedió a Joly como profesor de zoología y biología general en Estrasburgo. Investigó en especial el cambio material de la hormona de transformación Ecdyson así como el sistema defensivo de las moscas, conocido como Antiinfectiva, que es sintetizado por las moscas y en parte activado por una proteína denominada Toll. En el ser humano hay proteínas similares, denominados receptores de tipo Toll, que juegan un papel importante en la diferenciación del sistema inmune entre propio e impropio y que unen la Endotoxina.
En 1978 se hizo cargo de la dirección del grupo de trabajo „Immunantwort und Entwicklung bei Insekten“ de la CNRS. 1994 wurde Hoffmann Direktor des Instituts für molekulare und zelluläre Biologie des CNRS, das auf dem Campus der Universität Straßburg gelegen ist. Diese Position behielt er bis 2005. Hoffmann war 2005/2006 und 2007/2008 Präsident der französischen Académie des sciences, deren Mitglied er seit 1992 ist.
En 2011 recibió, junto a Bruce Beutler y Ralph M. Steinman el Premio Nobel de Fisiología o Medicina, haciendo así honor a los descubrimientos de Hoffmann y Beutler sobre la activación de la inmunidad innata.
Fue elegido a la Academia Francesa el 1 de marzo de 2012 para el asiento número 7 que fue de madame Jacqueline de Romilly.
Hoffmann está casado y tiene dos hijos.

## Galardones (selección)
- 1988 Miembro de la Deutsche Akademie der Naturforscher Leopoldina alemana[8]
- 1992 Miembro de la Académie des sciences francesa[5]
- 2003 William B. Coley Award
- 2003 Miembro de la American Academy of Arts and Sciences estadounidense[9]
- 2004 Premio Robert Koch junto a Bruce Beutler y Shizuo Akira[10]
- 2006 Miembro de la Academia Rusa de las Ciencias[11]
- 2007 Premio Balzan junto con Bruce Beutler[12]
- 2010 Rosenstiel Award junto con Ruslan Medzhitov[13]
- 2011 Canada Gairdner International Award[14]
- 2011 Shaw Prize junto con Bruce Beutler y Ruslan Medzhitov[15]
- 2011 Médaille d’or du CNRS[16]
- 2011 Premio Nobel de Fisiología o Medicina junto a Bruce Beutler y Ralph M. Steinman[6]
- 2012 Electo miembro de la Academia Fancesa